# Мванга
Мва́нга (ічинамванга, ньямванга, намванга, кінамванга, за назвою мови) — народ групи банту у Східній Африці.
Люди мванга проживають на південний захід від озера Руква, в долині Саісі та лісистому плато. Чисельність — 256 тис. осіб (початок 90-х рр. ХХ ст.), із них 169 тис. осіб у Замбії (1993 рік) і 87 тис. осіб — у Танзанії (1987).
Вирощують просо, арахіс, банани, кукурудзу; розводять велику рогату худобу, овець, кіз, птицю і голубів.
Додержуються традиційних вірувань.
Мова — кінамванга, класифікується як належна до центральної групи мов банту; писемна. Біблію перекладено у 1982 році.